# 本吉津谷インターチェンジ
本吉津谷インターチェンジ（もとよしつやインターチェンジ）は、宮城県気仙沼市本吉町津谷長根にある三陸沿岸道路（歌津本吉道路・本吉気仙沼道路）のインターチェンジである。
釜石方面出入口のみのハーフインターチェンジである。

## 道路

### 本線
- E45 三陸沿岸道路（歌津本吉道路・本吉気仙沼道路・22番）

### 接続する道路

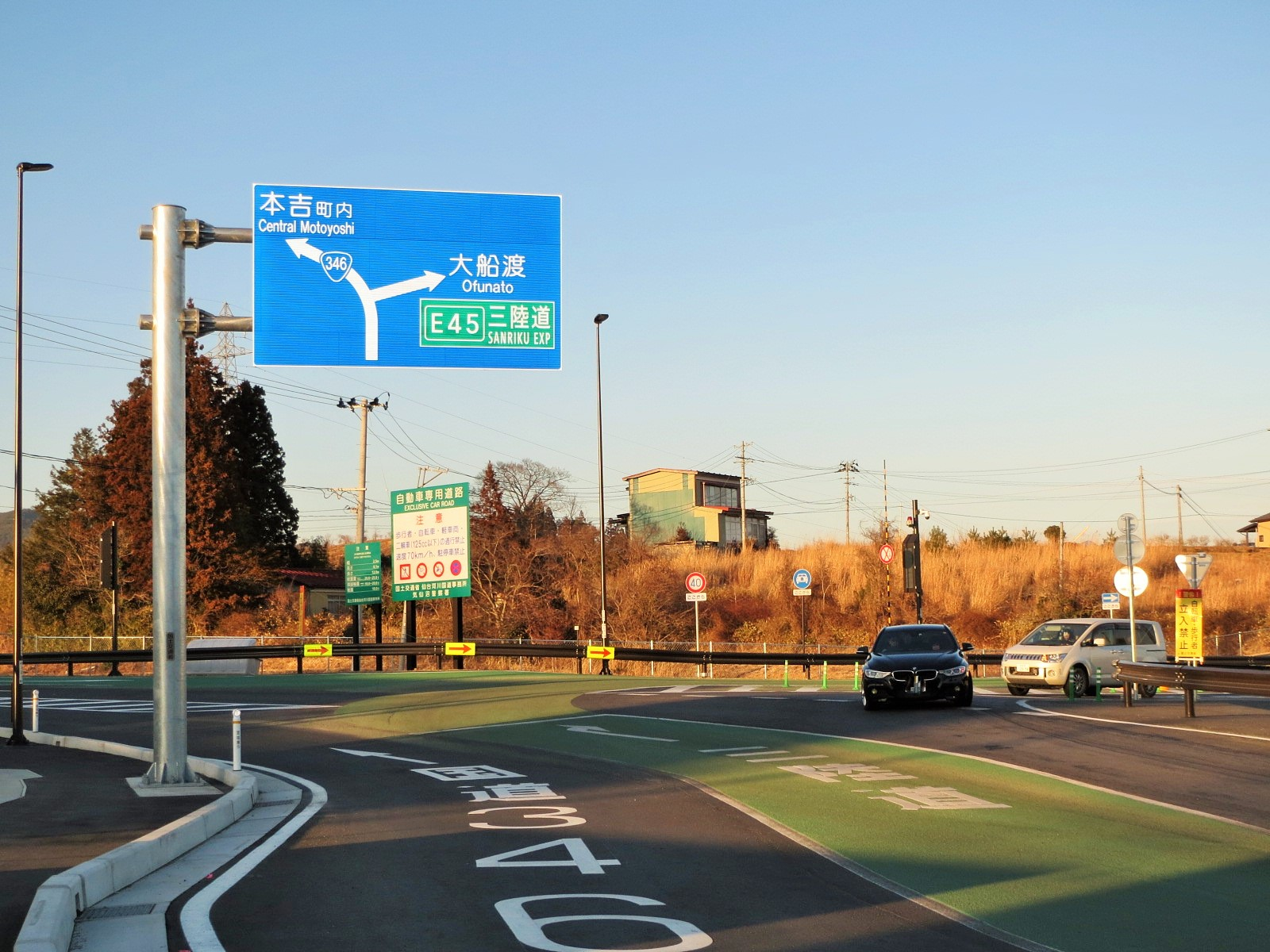
国道346号側入口付近

直接接続
- 国道346号

間接接続
- 国道45号（国道346号経由）

## 歴史
- 2019年（平成31年）
  - 1月21日 : IC名称が「本吉IC（仮称）」から「本吉津谷IC」に正式決定[1]。
  - 2月16日 : 本吉気仙沼道路・本吉津谷IC - 大谷海岸IC間開通に伴い供用開始[1]。
- 2020年（令和2年）11月21日 : 歌津本吉道路・小泉海岸IC - 本吉津谷IC間開通[2]。

## 料金所
無料区間のため設置されていない。

## 周辺
- JR東日本 気仙沼線 本吉駅
- 気仙沼市役所本吉総合支所
- 気仙沼市立津谷中学校
- 気仙沼市立津谷小学校

## 隣
E45 三陸沿岸道路（歌津本吉道路・本吉気仙沼道路）
(21) 小泉海岸IC - (22) 本吉津谷IC - 本吉PA - (23) 大谷海岸IC
- 当ICから石巻・仙台方面は利用できない。